# قرنبى (جنس)
القَرَنْبَى (الاسم العلمي: Cerambyx) هو جنس من الحشرات يتبع فصيلة الخنافس الطويلة القرون من رتبة الخنافس.

## أنواع القرنبي
- قرنبي جؤجؤي الشكل
- قرنبي سكوبولي
- قرنبي شبه مشرشر
- قرنبي عقدي
- قرنبي قائد
- قرنبي كبير
- قرنبي مخملي